# Кенан Бајрамовић
Кенан Бајрамовић (Зеница, 24. мај 1981) је босанскохерцеговачки кошаркаш. Игра на позицији крилног центра.

## Каријера
Своју професионалну каријеру Бајрамовић је почео у родној Зеници где је помогао Челику да уђе у прву лигу. Одатле прелази у сарајевску Босну. У Босни је играо две сезоне, помогавши клубу да се освоји по једно Првенство и Куп Босне и Херцеговине. Такође је са Босном успео да квалификује на фајнал-ејт Јадранске лиге у Београду. Каријеру је наставио 2005. у Азовмашу са којим је у две сезоне два пута био првак Украјине и освојио један куп. Следи сезона у Лијетувос ритасу, па играње за Кијев, Турк Телеком и Албу пре него што се у јануару 2010. вратио у Лијетувос ритас. У другом мандату са њима био је доста успешнији, освојио је Првенство и Куп Литваније. У лето 2011. прелази у Банвит са којим проводи наредне две сезоне. Сезону 2013/14. почиње у ВЕФ Риги али их напушта у јануару 2014. Потом кратко игра за сарајевски Спарс да би након тога прешао у Бешикташ где остаје наредних годину и по. Сезону 2015/16. почиње у Спарсима али у фебруару 2016. прелази у турског друголигаша Соцар Петким до краја сезоне. У августу 2016. је постао играч Шолеа, али у новембру 2016. прелази у сарајевске Спарсе.
Био је члан кошаркашке репрезентације Босне и Херцеговине на Европским првенствима 2003, 2005. и 2011. године.

## Успеси

### Клупски
- Босна:
  - Првенство Босне и Херцеговине (1): 2004/05.
  - Куп Босне и Херцеговине (1): 2005.

- Азовмаш:
  - Првенство Украјине (2): 2005/06, 2006/07.
  - Куп Украјине (1): 2006.

- Лијетувос ритас:
  - Првенство Литваније (1): 2009/10.
  - Куп Литваније (1): 2010.